# Ахметова, Сулу Ахметовна
Сулу Ахметовна Ахме́това (1918—2002) — советский и российский врач-терапевт, депутат Верховного Совета Башкирской АССР (1938—1951).

## Биография
Родилась в семье крестьянина-батрака. Отец скончался от голода в 1921 году, мать осталась с пятью дочерьми.
Сулу была самой младшей дочерью в семье. После окончания 4 классов начальной школы в селе Верхние Киги БАССР Сулу была привезена в город Уфа на подготовительные курсы при Башмедтехникуме. Через два года после окончания подготовительных курсов переведена в медицинский техникум на фельдшерско-акушерское отделение, которое окончила в 1936 году. С августа 1936 года по декабрь 1938 работала в Кигинском районе заведующей фельдшерским пунктом села Еланлы (Еланлино), затем заведующей амбулаторией в районном центре.
В 20-летнем возрасте в июне 1938 года была избрана Депутатом Верховного Совета Башкирской АССР 1-го созыва от Кигинского избирательного округа. В связи с началом Великой Отечественной войны срок полномочия депутата был продлен до 1947 года.
С начала 1939 года по май — студентка подготовительных курсов при Башкирском медицинском институте (БМИ) и студентка 1-го курса с сентября 1939 года.
В связи с началом войны с белофиннами, Сулу была мобилизована в феврале 1940 года на службу в ряды Красной Армии как имеющая среднее медицинское образование и зачислена в 154 мотострелковый батальон (МСБ) 170-й стрелковой дивизии в должности лекпома. По окончании Советско-финской войны была демобилизована в июне 1940 года и командирована в БМИ для продолжения учебы. Успешно окончила 1-й курс и в связи с началом Великой Отечественной войны 22 июня 1941 года на второй день войны была призвана в Красную Армию и оставлена в эвакгоспитале № 1741 города Уфы в качестве медсестры, где прослужила до января 1942 года. В ноябре 1941 года по просьбе башкирского народа и правительства и с разрешения Генштаба начали формироваться две башкирские кавалерийские дивизии — 112-я и 113-я. Сулу добровольно записалась в 113-ю башкавдивизию 19 января 1942 г. Позже из двух башкавдивизий оставили одну — 112-ю. В числе других национальных офицеров была переведена в 112-ю Башкирскую кавалерийскую дивизию, которая затем, Приказом НКО СССР № 78 от 14 февраля 1943 года, была преобразована в 16-ю гвардейскую кавалерийскую дивизию входившую в состав 7-го гвардейского кавалерийского корпуса и Приказом БГК от 21.09.1943 года — стала Черниговской, Красного Замени (15.01.1944), орденов Суворова (09.08.1944), Ленина (19.02.1945) и Кутузова (28.05.1945).
Путь на фронт начался от места формирования — узловая станция Дёма, Дёмский район, город Уфа.
С прославленной 112-й кавдивизией прошла войну от Сталинграда до Варшавы и Берлина.
Из донесения:

С. А. Ахметова, гвардии военный фельдшер 19 гвардейского отдельного медицинского санитарного эскадрона 16 гвардейской кавалерийской дивизии, самоотверженно служила в действующей армии, спасая жизни раненым бойцам и командирам. В дни массового поступления раненых, особенно в период наступления частей дивизии с 19 ноября 1942 по 25 февраля 1943 г., проявила отвагу в оказании помощи раненым. Работала в операционной по 2-3 суток без сна и отдыха. Лично товарищ Ахметова произвела более 700 перевязок. Как Депутат Верховного Совета БАССР Ахметова показывала дисциплинированность на личном примере и являлась инициатором сдачи своей крови для спасения жизни тяжелораненых, за что была награждена орденом Красной Звезды (1943).

Супруг — Саттаров Тауфик Ситдикович добровольцом ушёл на фронт, служил вместе с Сулу в 112-й Башкирской Кавалерийской Дивизии, погиб в глубоком рейде в тыл врага в феврале 1943 года.
В июне 1945 года вместе с боевыми товарищами Сулу оставила свою подпись победителя на стене Рейхстага.
Сулу Ахметова вспоминала:

Кавалерия и приданный мне медицинский санитарный эскадрон (МСЭ) не могли оставаться долго на одном месте. В период наступления требовалась чрезвычайная активность и оперативность. Если не успевали эвакуировать раненых воинов после операций, медсанэскадрон уходил вперед вслед за боевыми подразделениями, а кто-нибудь из медиков оставался с группой раненых в ожидании транспорта для эвакуации. Так было несколько раз и со мной. Иногда под твоей опекой сто, а то и полтораста раненых. Надо добыть пищу для них, найти транспорт, погрузить и отправить в тыл, а затем в одиночку догонять свою часть.
Я до сих пор помню, как мне пришлось всю ночь пробыть одной в глухом лесу со всем имуществом нашего взвода. Санитары остались в деревне с ранеными, командир уехал на передовую. Возле Днепра, где-то недалеко, был слышен шум стрельбы боя. Было очень темно, нельзя зажечь свет или развести костер, нельзя даже громко звать своих. В этом лесу разместился штаб дивизии, да разве найдешь их. Так просидела до рассвета не сомкнув глаз. Утром за мной приехали свои, и мы двинулись к Днепру…

В июле 1945 года вернулась в родной мединститут для продолжения учебы, на 2-й курс. Студенткой БМИ 3-го курса в 1947 г. была вновь избрана Депутатом Верховного Совета БАССР 2-го созыва от Фрунзенского избирательного округа Уфы. Была Депутатом Верховного Совета БАССР 1-го и 2-го созывов с 1938 по 1951 года.
В течение 25 лет работала заведующей кабинетом функциональной диагностики больницы № 1 города Уфа.

## Награды
За время службы в Советской Армии в период Великой Отечественной войны награждена:
- Орденом Отечественной войны 1 степени,
- Орденом Красной Звезды,
- 11-ю медалями и пятью благодарностями от Главнокомандующего.

Награждена в мирное время:
- Орденом Отечественной войны 2‑й ст. (1985),
- «Знаком Почёта» и трудовыми медалями.